# 芜湖路街道

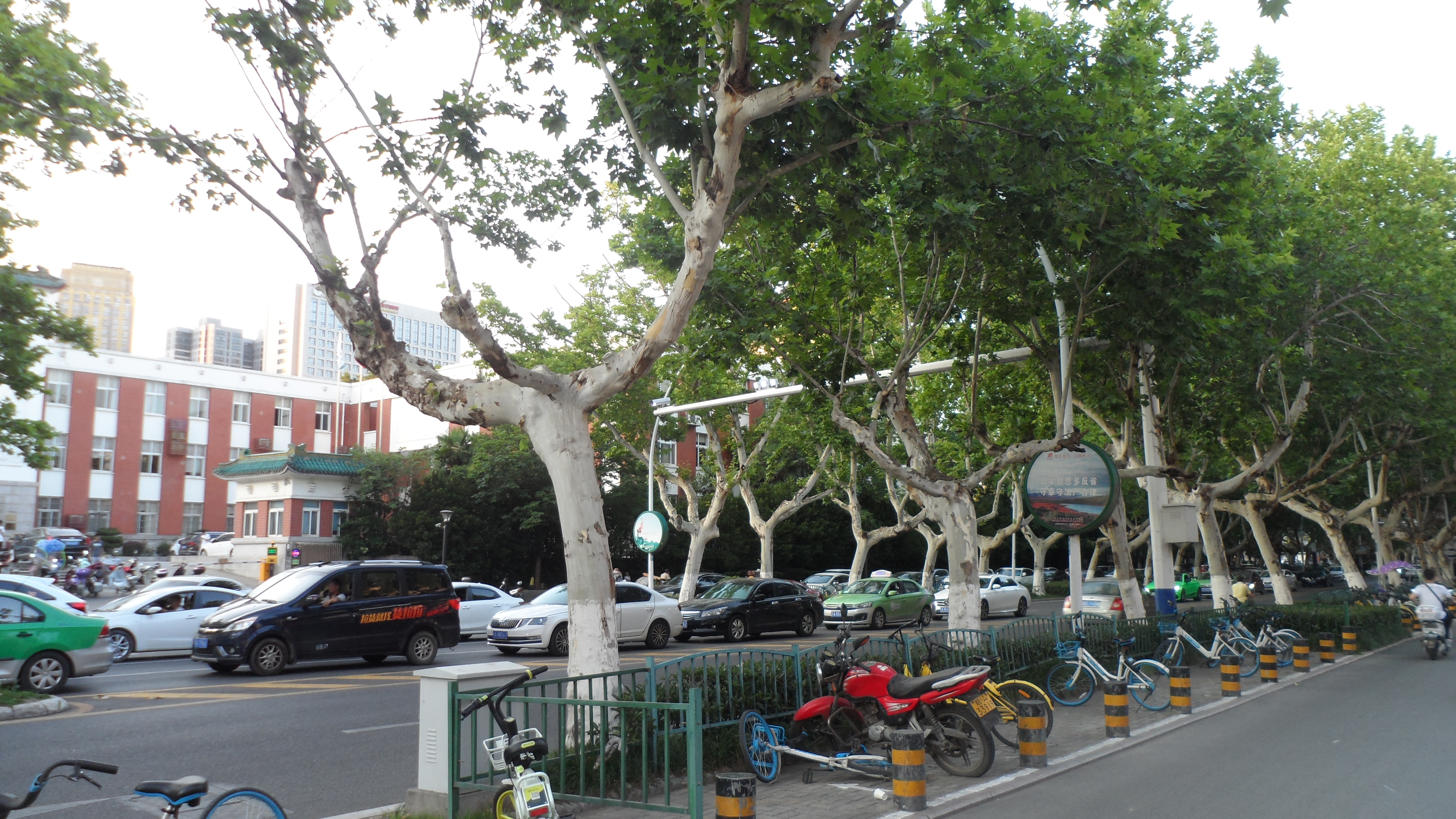
芜湖路安徽省图书馆段

芜湖路街道，是中华人民共和国安徽省合肥市包河区下辖的一个乡镇级行政单位。

## 行政区划
芜湖路街道下辖以下地区：
兰亭社区、银河社区、城南社区、东城岗社区、友谊社区、南园社区、茶亭社区、曙光社区、太湖新村社区和望江东路社区。